# Coupe des Alpes (automobile)

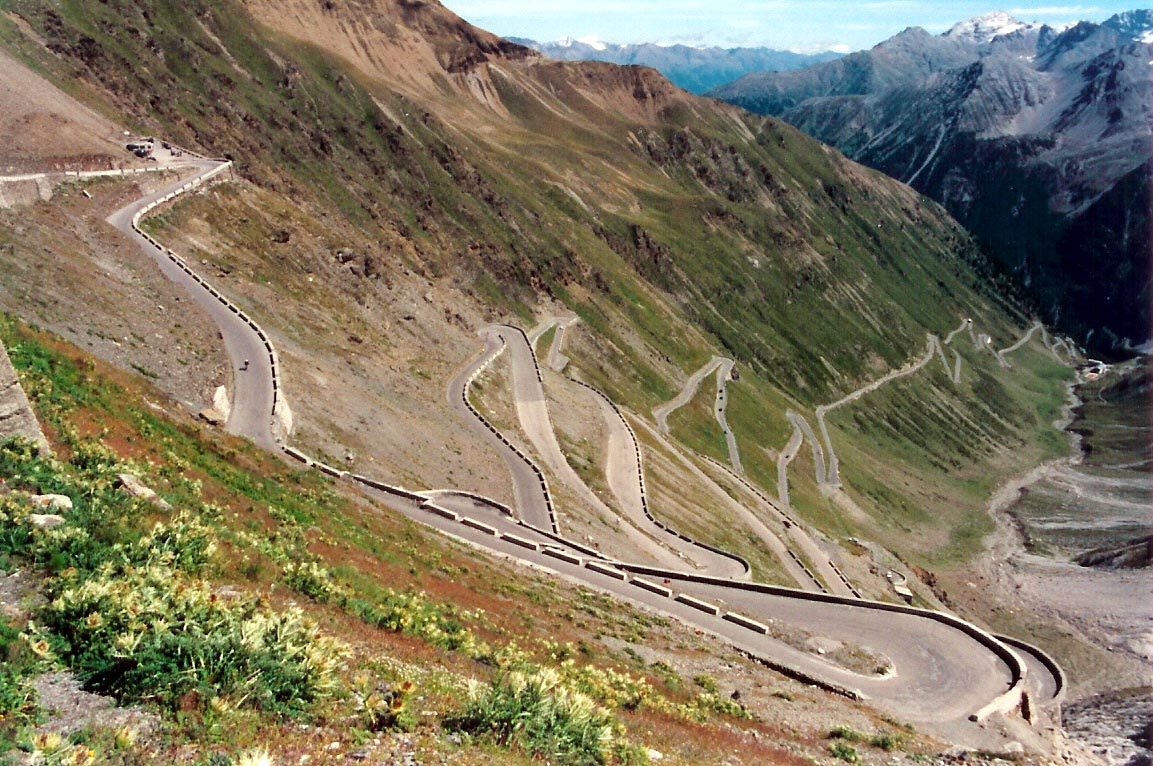
Le Stelvio, haut lieu de la Coupe des Alpes

La Coupe des Alpes (Alpine Rally en anglais) est un rallye automobile créé dans les années 1930, mais qui ne fut disputé de façon continue qu'à partir de 1946. La Coupe des Alpes acquit ses lettres de noblesse en 1950 en devenant une grande épreuve internationale. Longue de 3 000 à 4 000 km, elle traversait les Alpes de la France à l'Allemagne, par l'Italie, la Suisse, l'ex-Yougoslavie et l'Autriche. Elle fut longtemps considérée comme l'épreuve la plus sélective du championnat d'Europe des rallyes. Les difficultés croissantes pour organiser des courses sur route ouverte amenèrent sa disparition en 1972.

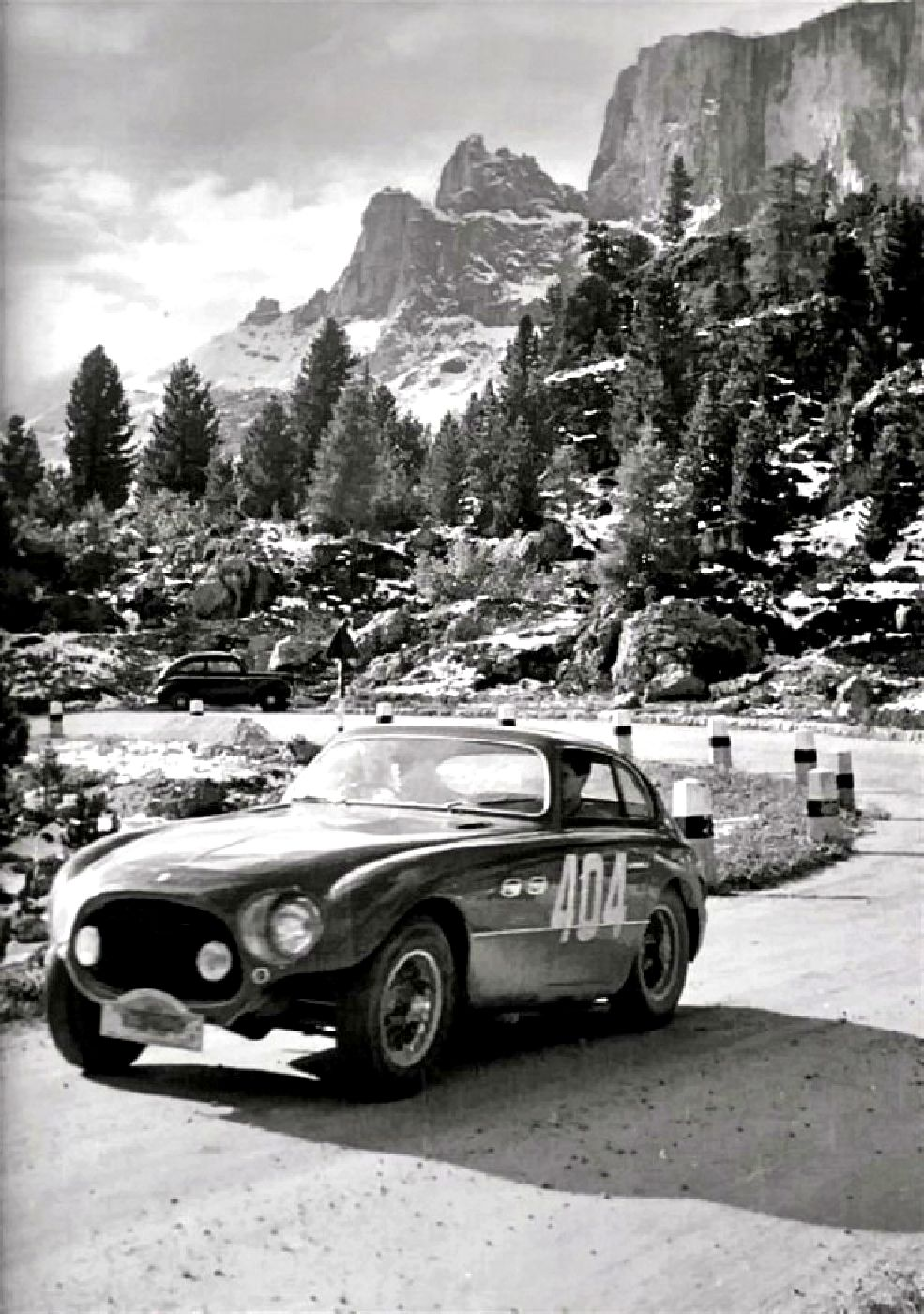
Jacques Herzet et Lucien Bianchi sur Ferrari 166 MM Vignale s/n 0300M, 10–16 Juillet 1953

## Historique
Initialement appelée Rallye des Alpes françaises de 1932 à 1946, interrompue par la Seconde Guerre mondiale, cette épreuve sera véritablement relancée dès la sortie du conflit armé généralisé par l'Automobile Club de Marseille Provence. En 1946 le futur pilote de Grand Prix Robert Manzon, vainqueur de la classe 1100 cm3, y réalise le meilleur temps absolu, avec cent points de handicap au volant de sa Simca 8. En 1947 l'épreuve est renommée Rallye International des Alpes, avant que l'appellation définitive Coupe des Alpes ne devienne officielle au tout début des années 1950.

### Les différentes coupes
Le résultat du rallye est basé sur le principe des pénalités, attribuées pour chaque minute de retard aux contrôles horaires. Quelques épreuves chronométrées permettent de départager les ex æquo. La difficulté du parcours et les moyennes imposées font que chaque année très peu de concurrents parviennent à respecter les temps impartis. Chaque équipage terminant l'intégralité de l'épreuve sans pénalité aucune (puis, à partir de 1968, pour chaque équipage terminant avec un retard inférieur à 2% du temps du vainqueur) se voit attribuer une « Coupe des Alpes », terme qui sera bientôt utilisé pour désigner cette course. Au total, 166 Coupes des Alpes furent attribuées entre 1938 et 1971.

#### La Coupe d'argent
Autre spécificité de l'épreuve, une coupe d'argent est offerte au pilote étant parvenu à obtenir trois fois la Coupe des Alpes. Très convoité, ce trophée garantit un plateau de qualité, les meilleurs équipages renouvelant leur participation d'une année sur l'autre. Au cours de la période 1938-1971, la coupe d'argent fut attribuée huit fois seulement.
| Année | Coupe d'argent     | Marque(s)                       | Coupes des Alpes   |
| ----- | ------------------ | ------------------------------- | ------------------ |
| 1951  | Ian Appleyard      | Jaguar                          | 1948 / 1950 / 1951 |
| 1956  | Maurice Gatsonides | Jaguar et Triumph               | 1952 / 1954 / 1956 |
| 1963  | René Trautmann     | Citroën                         | 1959 / 1962 / 1963 |
| 1964  | Donald Morley      | Austin-Healey                   | 1961 / 1962 / 1964 |
| 1965  | Paddy Hopkirk      | Triumph, Sunbeam et Mini Cooper | 1956 / 1959 / 1965 |
| 1966  | Jean Rolland       | Alfa Romeo                      | 1963 / 1964 / 1966 |
| 1969  | Jean Vinatier      | Renault et Alpine               | 1965 / 1968 / 1969 |
| 1969  | René Trautmann     | Lancia                          | 1965 / 1968 / 1969 |

#### La Coupe d'or

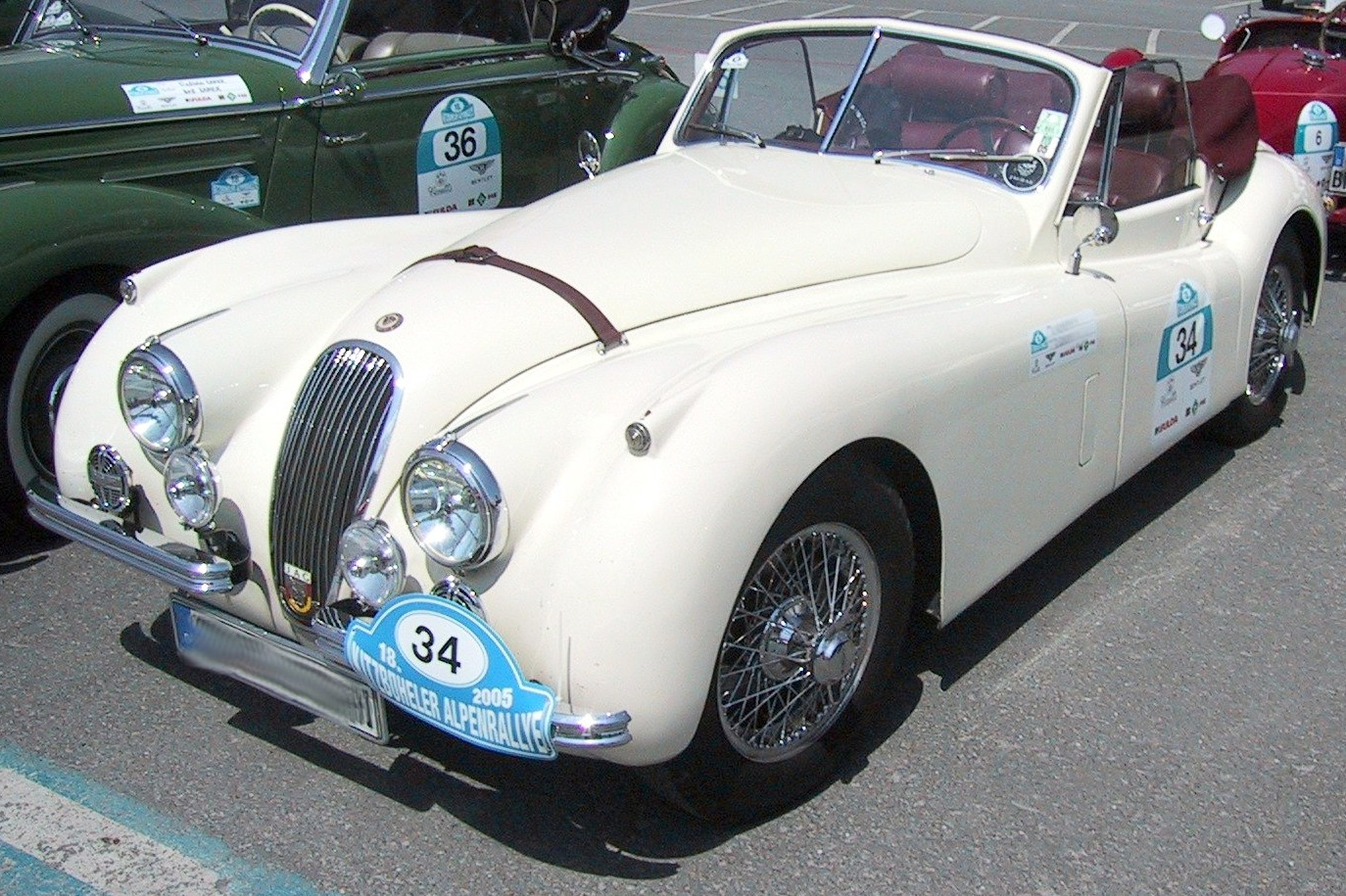
La Jaguar XK120 s'illustra dans la Coupe des Alpes au début des années 50 avec Ian Appleyard, premier pilote à obtenir une Coupe d'or.

La récompense suprême est la Coupe d'or, attribuée au pilote ayant obtenu la Coupe des Alpes trois années consécutives. Le Britannique Ian Appleyard (Jaguar), double vainqueur de l'épreuve (1950 et 1951) et non pénalisé lors des éditions 1950, 1951 et 1952 se la verra attribuer le premier. Le Français Jean Vinatier (Alpine Renault), vainqueur des éditions 1968 et 1969, lauréat de la Coupe en 1968, 1969 et 1971 (la course n'ayant pas été disputée en 1970), remportera également ce trophée.
| Année | Coupe d'or    | Marque         | Coupes des Alpes consécutives |
| ----- | ------------- | -------------- | ----------------------------- |
| 1952  | Ian Appleyard | Jaguar         | 1950 / 1951 / 1952            |
| 1954  | Stirling Moss | Sunbeam        | 1952 / 1953 / 1954            |
| 1971  | Jean Vinatier | Alpine Renault | 1968 / 1969 / 1971            |

## Palmarès de l'épreuve
Jusqu'en 1948, aucun classement n'était établi, le seul enjeu étant l'attribution d'une Coupe. À partir de 1949, le palmarès mentionne uniquement les vainqueurs de l'épreuve, indépendamment des Coupes attribuées aux concurrents non pénalisés. En 1953 elle devient la 6e manche chronologique du tout premier Championnat d'Europe des rallyes.
| Année                    | Pilote                                                                       | Copilote                                                                     | Voiture                                                                      |
| ------------------------ | ---------------------------------------------------------------------------- | ---------------------------------------------------------------------------- | ---------------------------------------------------------------------------- |
| 1947                     | Gaston Descollas                                                             |                                                                              | Bugatti                                                                      |
| 1947                     | André Clermont                                                               |                                                                              | Lancia Aprilia                                                               |
| 1948                     | Ian Appleyard                                                                | Dick Weatherhead                                                             | Jaguar SS100                                                                 |
| 1948                     | Leslie Potter                                                                | Allen May                                                                    | Allard J1                                                                    |
| 1948                     | Gaston Descollas                                                             | Claire Descollas                                                             | Lancia Aprilia                                                               |
| 1949                     | Gaston Gautruche                                                             | Claude Mazalon                                                               | Citroën 11 BL                                                                |
| 1950                     | Ian Appleyard                                                                | Pat Appleyard                                                                | Jaguar XK120                                                                 |
| 1951                     | Ian Appleyard                                                                | Pat Appleyard                                                                | Jaguar XK120                                                                 |
| 1952                     | Alex von Falkenhausen                                                        | Kitty von Falkenhausen                                                       | BMW 328                                                                      |
| 1953                     | Helmut Polensky                                                              | Walter Schlüter                                                              | Porsche 356                                                                  |
| 1954                     | Wolfgang Denzel                                                              | Hubert Stroinigg                                                             | Denzel-Porsche 1300                                                          |
| 1955                     | Épreuve annulée (interdiction du sport automobile en France - drame du Mans) | Épreuve annulée (interdiction du sport automobile en France - drame du Mans) | Épreuve annulée (interdiction du sport automobile en France - drame du Mans) |
| 1956                     | Paul Ernst Strähle                                                           | Hans Encher                                                                  | Porsche 356                                                                  |
| 1956                     | Robert Buchet                                                                | Claude Storez                                                                | Porsche 356                                                                  |
| 1956                     | Maurice Gatsonides                                                           | Ed Pennybacker                                                               | Triumph TR3                                                                  |
| 1957                     | Épreuve annulée (pénurie de carburant - affaire de Suez)                     | Épreuve annulée (pénurie de carburant - affaire de Suez)                     | Épreuve annulée (pénurie de carburant - affaire de Suez)                     |
| 1958                     | Bernard Consten                                                              | Roger de Lageneste                                                           | Alfa Romeo Giulietta                                                         |
| 1959                     | Paul Condrillier                                                             | Georges Robin                                                                | Renault Dauphine                                                             |
| 1960 - GT                | Roger de Lageneste                                                           | Henri Greder                                                                 | Alfa Romeo Giulietta SZ                                                      |
| 1960 - Tourisme          | José Behra                                                                   | René Richard                                                                 | Jaguar Mark 2 3.8                                                            |
| 1961                     | Donald Morley                                                                | Erle Morley                                                                  | Austin-Healey 3000                                                           |
| 1962 - GT                | Donald Morley                                                                | Erle Morley                                                                  | Austin-Healey 3000                                                           |
| 1962 - Tourisme          | René Trautmann                                                               | Patrick Chopin                                                               | Citroën DS19                                                                 |
| 1963 - GT                | Jean Rolland                                                                 | Gaby Augias                                                                  | Alfa Romeo Giulietta SZ                                                      |
| 1963 - Tourisme          | Rauno Aaltonen                                                               | Tony Ambrose                                                                 | Morris Mini Cooper S                                                         |
| 1964 - GT                | Jean Rolland                                                                 | Gaby Augias                                                                  | Alfa Romeo Giulia TZ                                                         |
| 1964 - Tourisme          | Vic Elford                                                                   | David Stone                                                                  | Ford Cortina GT                                                              |
| 1965 - SP                | Simo Lampinen                                                                | Jyrki Ahava                                                                  | Triumph Spitfire                                                             |
| 1965 - GT                | Bernard Consten                                                              | Jean Hébert                                                                  | Alfa Romeo Giulia TZ                                                         |
| 1965 - Tourisme          | René Trautmann                                                               | Claudine Bouchet                                                             | Lancia Flavia Zagato                                                         |
| 1966 - SP                | Jean-François Piot                                                           | Jean-François Jacob                                                          | Renault 8 Gordini                                                            |
| 1966 - Tourisme          | Jean Rolland                                                                 | Gaby Augias                                                                  | Alfa Romeo Giulia GTA                                                        |
| 1967 - SP                | Paddy Hopkirk                                                                | Ron Crellin                                                                  | Morris Mini Cooper S                                                         |
| 1967 - GT                | Jean-Claude Andruet                                                          | Maurice Gélin                                                                | Alpine A110                                                                  |
| 1967 - Tourisme Spéciale | Bernard Consten                                                              | Jean-Claude Péray                                                            | Alfa Romeo Giulia GTA                                                        |
| 1967 - Tourisme          | Bob Neyret                                                                   | Jean Terramorsi                                                              | Citroën DS21                                                                 |
| 1968                     | Jean Vinatier                                                                | Jean-François Jacob                                                          | Alpine A110                                                                  |
| 1969                     | Jean Vinatier                                                                | Jean-François Jacob                                                          | Alpine A110                                                                  |
| 1970                     | Épreuve annulée (décision des autorités préfectorales)                       | Épreuve annulée (décision des autorités préfectorales)                       | Épreuve annulée (décision des autorités préfectorales)                       |
| 1971                     | Bernard Darniche                                                             | Alain Mahé                                                                   | Alpine A110 1600S                                                            |

(nb: pour sa dernière édition, la course est initialement retenue pour la troisième édition du Championnat international des marques. Les 36 partants n'étant pas un quota suffisant au regard des critères de la FIA (fixé à 50), la 32e Coupe des Alpes n'entre pas dans le décompte final du CIM)